# Estádio Municipal Radialista Mario Helênio
O Estádio Municipal Radialista Mário Helênio, também conhecido como Municipal de Juiz de Fora, é um estádio localizado em Juiz de Fora, Minas Gerais. Batizado originalmente de Estádio Regional, o nome foi alterado em homenagem a Mário Helênio, considerado o maior radialista esportivo da cidade.
O estádio não foi construído na orientação norte-sul, como recomenda a Fifa. Desse modo, nos jogos realizados durante o dia, os jogadores ficam desprotegidos do ofuscamento produzido pelos raios solares.

## História

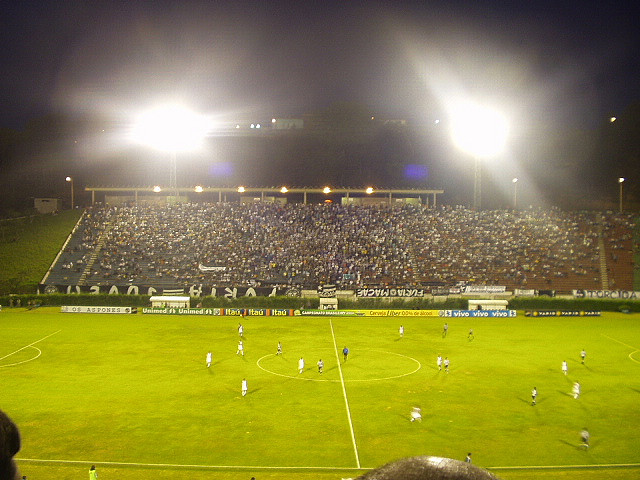
Botafogo x Vitória, em Juiz de Fora

Inaugurado em outubro de 1988, o Estádio Municipal Radialista Mário Helênio ocupa área de 90 mil metros quadrados no bairro Aeroporto, a quatro quilômetros do centro da cidade. Os jogadores dispõem de dois vestiários, duas quadras de aquecimento, além de completo departamento médico, inclusive com sala de ortopedia. As federações utilizam a sala de arrecadação e os árbitros têm um vestiário exclusivo. Há uma sala para policiamento e o trabalho de divulgação é feito através de dez cabines de rádio e televisão e da sala de imprensa.
Na rodada dupla da inauguração, o Sport venceu o Tupi por 2 a 0 no primeiro jogo e o Flamengo venceu o Argentinos Juniors por 2 a 1 na segunda partida. Para a festividade, foram colocados à venda 35 mil ingressos, todos foram vendidos até a véspera da partida. Porém, no dia da cerimônia, o público era absurdamente maior, recebendo pessoas, não só de Juiz de Fora, como de toda a região do entorno. O público total diverge entre os esportistas locais, é de conhecimento geral que milhares de pessoas, além dos 35 mil que compraram as entradas antecipadas, participaram da festa. A informação mais aceita é de que tenha tido um público de 53.458 pessoas, possivelmente contabilizadas nas catracas juntamente com os pagantes, e outros milhares que também tiveram acesso ao interior do estádio e se acomodaram, em grande quantidade, nos barrancos acima das arquibancadas, onde hoje há um bosque, totalizando 62.180 pessoas.
As arquibancadas haviam sido projetadas, originalmente, para 55 mil pessoas sentadas, seguindo às normas da época.
O serviço de telefonia comporta a transmissão simultânea de até 100 emissoras de rádio. O estádio possui, ainda, serviço de informações por alto-falante.
Em 2 de dezembro de 1989, recebeu Flamengo e Fluminense na despedida de Zico, que marcou o primeiro gol da partida, de falta, na vitória do Flamengo por 5 a 0, em disputa válida pelo Campeonato Brasileiro daquele ano.
Recebeu o jogo da primeira final da copa da Primeira Liga 2016, entre Fluminense-RJ e Atlético-PR no dia 20 de abril de 2016, com carga limitada a 27.300 ingressos pela Polícia Militar local por questões de segurança de 31.863 lugares da capacidade do estádio, então. Nessa ocasião o Fluminense Football Club sagrou-se campeão da Primeira Liga do Brasil ao vencer a equipe paranaense por 1 a 0 perante 23.985 torcedores, e muitos lugares vazios no setor destinado ao Atlético-PR.